# Wałeczki pomiarowe
Wałeczki pomiarowe należą do grupy wzorców końcowych, których średnice odtwarzają bezpośrednio wzorcowane wymiary.
Wałeczki pomiarowe znajdują zastosowanie w pomiarach m.in. średnic podziałowych gwintów zewnętrznych, niektórych parametrów kół zębatych oraz średnic otworów.

## Rodzaje wałeczków
Wyróżnia się trzy główne rodzaje:
- wałeczki pomiarowe do gwintów
- wałeczki pomiarowe do kół zębatych
- wałeczki pomiarowe do otworów

### Wałeczki pomiarowe do gwintów
Zgodnie z normą PN-79/M-53088 komplet wałeczków pomiarowych do gwintów składa się z 21 trójek wałeczków o średnicach od 0,17 mm do 6,35 mm. Wałeczki do gwintów są produkowane jako pojedyncze wałeczki albo wałeczki w specjalnych oprawkach z otworami, umożliwiającymi nałożenie ich na końcówki pomiarowe przyrządu pomiarowego (np. mikrometru lub długościomierza), w celu ułatwienia pomiaru średnicy podziałowej gwintu metodą trójwałeczkową. Firmy zagraniczne (np. Mahr, Mitutoyo) produkują zestawy wałeczków w oprawkach składające się z 18 trójek wałeczków o średnicach od 0,17 mm do 3,2 mm.

### Wałeczki pomiarowe do kół zębatych
Komplet wałeczków pomiarowych do kół zębatych składa się z 23 par wałeczków o średnicach od 1,7 mm do 17 mm.

### Wałeczki pomiarowe do otworów
Wałeczki pomiarowe do sprawdzania otworów produkowane są w zakresie od 0,1 mm do 20 mm ze stopniowaniem co 0,01 mm.

## Wzorcowanie wałeczków pomiarowych
W trakcie wzorcowania wałeczków pomiarowych są wyznaczane następujące parametry:
- odchyłka prostoliniowości tworzącej wałeczków
- odchyłka średnicy pomiarowej wałeczka
- graniastość średnicy pomiarowej (tylko wałeczki do pomiaru gwintów)